# لوئیزا ماواگا
لوئیزا ماواگا (انگلیسی: Louisa Mavaega؛ زادهٔ ۱۵ مارس ۱۹۹۸) بازیکن فوتبال اهل ساموآی آمریکا است.
وی همچنین در تیم ملی فوتبال American Samoa بازی کرده‌است.